# Endrunde der Deutschen Mannschaftsmeisterschaft im Schach 1967
Die Endrunde der Deutschen Mannschaftsmeisterschaft im Schach 1967 fand vom 24. bis 26. November in Buschhütten statt. Teilnahmeberechtigt waren mit der SG Porz, dem SC Concordia von 1907, dem Münchener SC 1836 und den Stuttgarter Schachfreunde 1907 die Sieger von vier Qualifikationsturnieren, während der Titelverteidiger SC 1868 Bamberg die Endrundenqualifikation verpasst hatte. Deutscher Mannschaftsmeister wurde die SG Porz, die damit zum ersten Mal den Titel gewann.

## 1. Runde
In der 1. Runde setzte sich die SG Porz durch einen klaren Sieg gegen den SC Concordia von 1907 an die Spitze. Gleichzeitig erzielte der Münchener SC einen knappen Sieg gegen die Stuttgarter Schachfreunde.
| Brett | Münchener SC 1836  | Stuttgarter Schachfreunde 1907 | 4,5:3,5 |
| ----- | ------------------ | ------------------------------ | ------- |
| 1     | Wolfgang Unzicker  | Dieter Mohrlok                 | 1:0     |
| 2     | Heinz de Carbonnel | Hans-Ulrich Höschele           | 0:1     |
| 3     | Maier              | Meyer                          | 0,5:0,5 |
| 4     | Heinz Müller       | Eberhard Herter                | 1:0     |
| 5     | Anton Pichlmeier   | Walter Schurr                  | 1:0     |
| 6     | Josef Steger       | Wilfried Sauermann             | 0,5:0,5 |
| 7     | Joachim Krafzik    | Hans Poethig                   | 0:1     |
| 8     | Reinhard Zell      | Otto Stolz                     | 0,5:0,5 |

| Brett | SG Porz             | SC Concordia      | 5,5:2,5 |
| ----- | ------------------- | ----------------- | ------- |
| 1     | Robert Hübner       | Georg Pollak      | 1:0     |
| 2     | Paul Tröger         | Harm Cording      | 0,5:0,5 |
| 3     | Johannes Eising     | Bodo Rhodin       | 1:0     |
| 4     | Paul Ellrich        | Werner Pesch      | 0:1     |
| 5     | Edmund Budrich      | Markus Choinowski | 1:0     |
| 6     | Klaus Kunze         | Andreas Liersch   | 1:0     |
| 7     | Hans-Jürgen Frenzel | Pilz              | 0,5:0,5 |
| 8     | Wolfgang Hübner     | Norbert Pokern    | 0,5:0,5 |

## 2. Runde
In der 2. Runde besiegte die SG Porz den Münchener SC und setzte sich damit mit zwei Punkten Vorsprung an die Spitze. Gleichzeitig besiegte der SC Concordia die Stuttgarter Schachfreunde.
| Brett | SG Porz             | Münchener SC 1836  | 4,5:3,5 |
| ----- | ------------------- | ------------------ | ------- |
| 1     | Robert Hübner       | Wolfgang Unzicker  | 0,5:0,5 |
| 2     | Johannes Eising     | Maier              | 0:1     |
| 3     | Paul Tröger         | Heinz de Carbonnel | 1:0     |
| 4     | Paul Ellrich        | Heinz Müller       | 0,5:0,5 |
| 5     | Edmund Budrich      | Fedor Hermann      | 0,5:0,5 |
| 6     | Klaus Kunze         | Josef Steger       | 0,5:0,5 |
| 7     | Hans-Jürgen Frenzel | Anton Pichlmeier   | 0,5:0,5 |
| 8     | Wolfgang Hübner     | Reinhard Zell      | 1:0     |

| Brett | SC Concordia von 1907 | Stuttgarter Schachfreunde 1907 | 5,5:2,5 |
| ----- | --------------------- | ------------------------------ | ------- |
| 1     | Ottokar Martius       | Dieter Mohrlok                 | 0:1     |
| 2     | Georg Pollak          | Hans-Ulrich Höschele           | 0,5:0,5 |
| 3     | Bodo Rhodin           | Meyer                          | 1:0     |
| 4     | Harm Cording          | Eberhard Herter                | 1:0     |
| 5     | Werner Pesch          | Walter Schurr                  | 1:0     |
| 6     | Hans Pesch            | Wilfried Sauermann             | 0:1     |
| 7     | Norbert Pokern        | Hans Poethig                   | 1:0     |
| 8     | Andreas Liersch       | Otto Stolz                     | 1:0     |

## 3. Runde
Bereits ein 4:4 gegen den Tabellenletzten Stuttgarter SF hätte der SG Porz zum Titelgewinn gereicht, und die Porzer erreichten sogar einen klaren Erfolg. Der SC Concordia besiegte den Münchener SC und wurde damit Vizemeister.
| Brett | Stuttgarter Schachfreunde 1907 | SG Porz             | 2,5:5,5 |
| ----- | ------------------------------ | ------------------- | ------- |
| 1     | Dieter Mohrlok                 | Robert Hübner       | 1:0     |
| 2     | Hans-Ulrich Höschele           | Paul Tröger         | 0:1     |
| 3     | Meyer                          | Paul Ellrich        | 0:1     |
| 4     | Eberhard Herter                | Johannes Eising     | 0,5:0,5 |
| 5     | Walter Schurr                  | Klaus Kunze         | 0:1     |
| 6     | Wilfried Sauermann             | Edmund Budrich      | 0,5:0,5 |
| 7     | Hans Poethig                   | Wolfgang Hübner     | 0:1     |
| 8     | Otto Stolz                     | Hans-Jürgen Frenzel | 0,5:0,5 |

| Brett | Münchener SC 1836  | SC Concordia von 1907 | 2,5:5,5 |
| ----- | ------------------ | --------------------- | ------- |
| 1     | Wolfgang Unzicker  | Georg Pollak          | 1:0     |
| 2     | Heinz de Carbonnel | Ottokar Martius       | 0:1     |
| 3     | Maier              | Harm Cording          | 0:1     |
| 4     | Heinz Müller       | Bodo Rhodin           | 0,5:0,5 |
| 5     | Josef Steger       | Hans Pesch            | 0,5:0,5 |
| 6     | Fedor Hermann      | Werner Pesch          | 0,5:0,5 |
| 7     | Anton Pichlmeier   | Andreas Liersch       | 0:1     |
| 8     | Joachim Krafzik    | Norbert Pokern        | 0:1     |

Anmerkung: Die Vornamen der Spieler Pilz (SC Concordia), Maier (Münchener SC 1836) und Meyer (Stuttgarter SF) ließen sich nicht ermitteln.

## Abschlusstabelle
|    | Verein                         | Sp | G | U | V | MP  | Brett-P.  |
| -- | ------------------------------ | -- | - | - | - | --- | --------- |
| 1. | SG Porz                        | 3  | 3 | 0 | 0 | 6:0 | 15,5:8,5  |
| 2. | SC Concordia von 1907          | 3  | 2 | 0 | 1 | 4:2 | 13,5:10,5 |
| 3. | Münchener SC 1836              | 3  | 1 | 0 | 2 | 2:4 | 10,5:13,5 |
| 4. | Stuttgarter Schachfreunde 1907 | 3  | 0 | 0 | 3 | 0:6 | 8,5:15,5  |

## Entscheidungen
|  | Deutscher Meister: SG Porz |

## Kreuztabelle
| Ergebnisse | Ergebnisse                     | 1. | 2. | 3. | 4. |
| ---------- | ------------------------------ | -- | -- | -- | -- |
| 1.         | SG Porz                        |    | 5½ | 4½ | 5½ |
| 2.         | SC Concordia von 1907          | 2½ |    | 5½ | 5½ |
| 3.         | Münchener SC 1836              | 3½ | 2½ |    | 4½ |
| 4.         | Stuttgarter Schachfreunde 1907 | 2½ | 2½ | 3½ |    |

## Die Meistermannschaft
| 1.            | SG Porz |
| Schachfiguren | Robert Hübner, Paul Tröger, Johannes Eising, Paul Ellrich, Edmund Budrich, Klaus Kunze, Hans-Jürgen Frenzel, Wolfgang Hübner. |